# Sestava hokejové reprezentace Čech na ME 1911
Turnaj byl původně rozlosován bez české účasti, protože národní hokejové mužstvo Čech dorazilo do dějiště mistrovství až v den jeho začátku. Do turnaje bylo zařazeno s tím, že muselo okamžitě v den příjezdu odehrát dva soutěžní zápasy. Oba ovšem vyhrálo a druhý den mělo volno. Následně zvládlo i třetí zápas a stalo se novým držitelem stříbrného poháru. Úspěch českého mužstva byl o to pozoruhodnější, že jako jediný z účastníků nemělo ve vlastní zemi k dispozici trvalou ledovou plochu a bylo v přípravě závislé na rozmarech počasí.

## Tabulka
| Medaile | Mužstvo |
| ------- | ------- |
| Zlato   | Čechy   |
| Stříbro | Německo |
| Bronz   | Belgie  |

## Sestava
- Jaroslav Hamáček
- Otakar Vindyš
- Jan Palouš
- Jan Fleischmann
- Jaroslav Jirkovský
- Jaroslav Jarkovský
- Josef Rublič
- Josef Šroubek
- Miloslav Fleischmann

Trenérem tohoto výběru byl Josef Laufer a Emil Procházka.
| Sestava hokejové reprezentace Čech na ME | Sestava hokejové reprezentace Čech na ME           | Sestava hokejové reprezentace Čech na ME                |
| ---------------------------------------- | -------------------------------------------------- | ------------------------------------------------------- |
| Předchůdce:                              | 1911 Sestava hokejové reprezentace Čech na ME 1911 | Nástupce: Sestava hokejové reprezentace Čech na ME 1912 |